# Dorobo
Dorobo är en äldre, nedsättande beteckning[källa behövs] för små grupper jägare-samlarefolk som lever i utkanten av olika jordbruks- och pastorala samhällen i Östafrika. Ordet kommer från maa: il-tóróbò, "de boskapslösa".[källa behövs] Tidigare användes termen felaktigt av brittiska kolonisatörer som beteckning för en sammanhållen etnisk grupp, underlägsen massajerna.
Även om de är marginaliserade folkgrupper så är inga dorobo isolerade från närliggande samhällen, dessa är dock helt annorlunda organiserade. Grannfolken har inte sällan tilldelat dem olika attribut kopplade till att de är marginaliserade. Som exempel kan nämnas att de skulle ha samröre med "vilda amoraliska varelser", och att deras förfäder ska ha varit närvarande vid den nuvarande världens skapelse. Således är de marginaliserade ekonomiskt, rumsligt och tidsmässigt.
Bland de folkgrupper som kallats dorobo finns yaaku, akie, mediak, kisankasa[källa behövs] samt ogiek, mukogodo, kinare, omiotik, aramanick, chamus, maasai dorobo och el molo. Få av dem lever längre jägare-samlare-liv.[källa behövs]